# Vicarious
Vicarious é uma das canções mais bem sucedidas da banda de metal progressivo Tool. A música é o primeiro single do seu quarto álbum de estúdio 10,000 Days. Estreando em 17 de abril de 2006 na rádio comercial, a música de sete minutos entrou no Billboard Modern Rock Tracks em 2º lugar. O single fez uma aparição na Billboard Hot 100, fazendo um mapa na posição 55º. Ele recebeu uma nomeação para Melhor Performance de Hard Rock em 49 Annual Grammy Awards.
A canção foi incluída em Guitar Hero World Tour, junto com Parabola e Schism em 2008.

## Clipe Musical
Em 18 de dezembro de 2007, foi lançado o DVD contendo uma versão estendida em vídeo muito atrasado para a canção. O vídeo é totalmente feito através do uso de CGI, tornando-se o segundo clipe da banda feito totalmente usando CGI no lugar da animação stop motion, que a banda tinha usado em seus vídeos passados.
O vídeo foi co-dirigido pelo guitarrista Adam Jones e pelo artista Alex Grey e também apresenta sugestões criativas de Chet Zar. No DVD, foi incluído também pequenos documentários sobre o making of do vídeo e em trabalhos anteriores de Jones no cinema e na televisão, e comentários sobre o vídeo do comediante David Cross.